# Paul Lincke
Paul Lincke, født 7. november 1866 i Berlin, død 3. september 1946 i Hahnenklee-Bockswiese, var en tysk komponist og teaterkapelmester. Han bliver betragtet som faderen til Berlineroperetten. Stilmæssigt kan hans musik kaldes tysk wienermusik. Hans betydning for Berlin kan sammenlignes med Johann Strauss den yngres betydning for Wien. Blandt hans kompositioner er Berliner Luft (1904), Berlins uofficielle melodi, og Glühwürmchen-Idyll (Ildflue-idyl) (1902).